# Motor de tres cilindros en línea

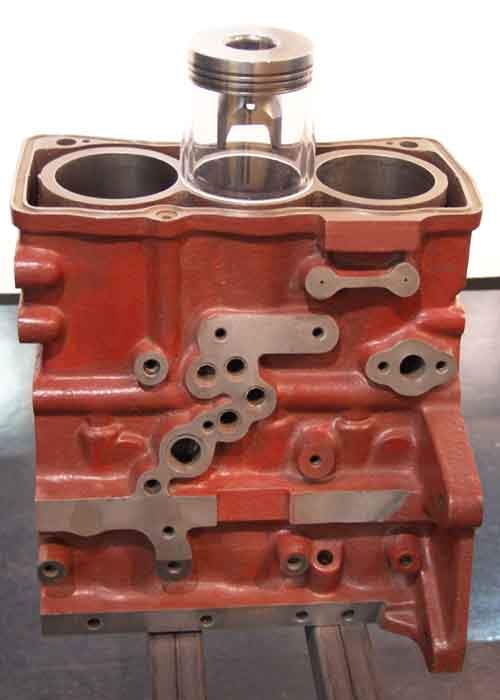
Bloque motor de un tres cilindros en línea.

Un motor de tres cilindros en línea, también llamado tricilíndrico, es un motor de combustión interna alternativo con tres cilindros contiguos de extremo a extremo.

## Ángulo del cigüeñal[6]

Tres cilindros cuatro tiempo en orden 1-3-2.

El motor de 3 cilindros en línea emplea un ángulo de cigüeñal de 120°. De esta forma el motor obtiene un equilibro perfecto de primer y segundo orden a pesar de no ser perfectamente simétrico. De hecho el motor inducirá un movimiento de balanceo, ya que las velocidades de los pistones laterales con respecto al pistón central es distinta. Para minimizar ese balanceo se puede utilizar un eje de equilibrado.
También se pueden encontrar motores de tres cilindros en línea con un recorrido de cigüeñal de 180°, por ejemplo en la motocicleta Laverda Jota del fabricante italiano Laverda. En estos motores los pistones de los extremos suben y bajan juntos como en un motor de dos cilindros en línea y 360°. El cilindro interior estará a 180 ° de los cilindros exteriores. En estos motores el cilindro número 1 hace la combustión, 180° después  lo hace el número 2 y por último, otros 180° después, el número 3. Este ángulo de cigüeñal se ideó por falta de material en la fábrica, donde también se fabricaron bimotores verticales con un ángulo de 180°. Tras 1982 se comenzaron a fabricar con un ángulo de 120°.

## Uso en automóviles

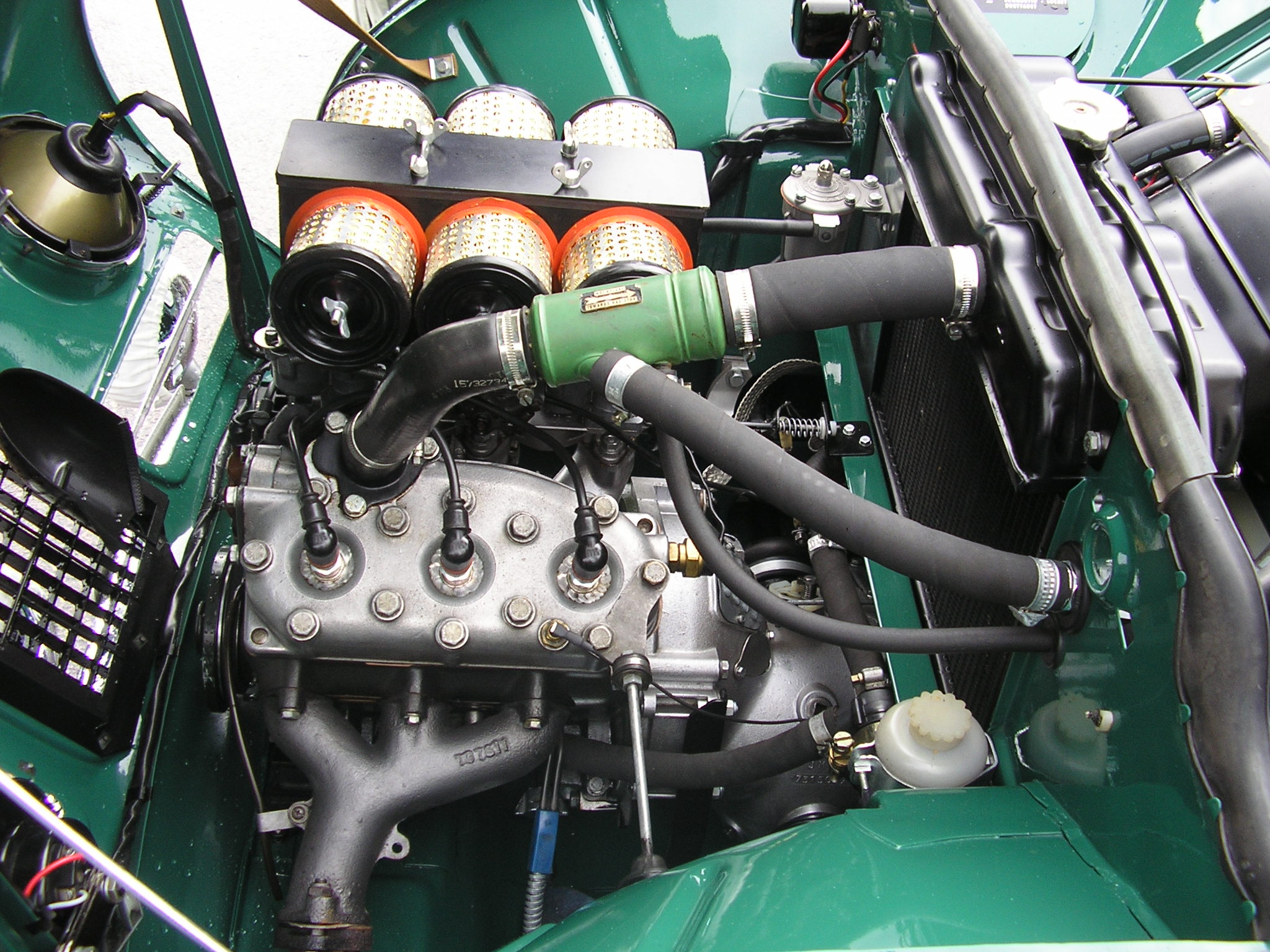
Una versión puesta a punto de un Saab dos tiempos con tres cilindros en línea.

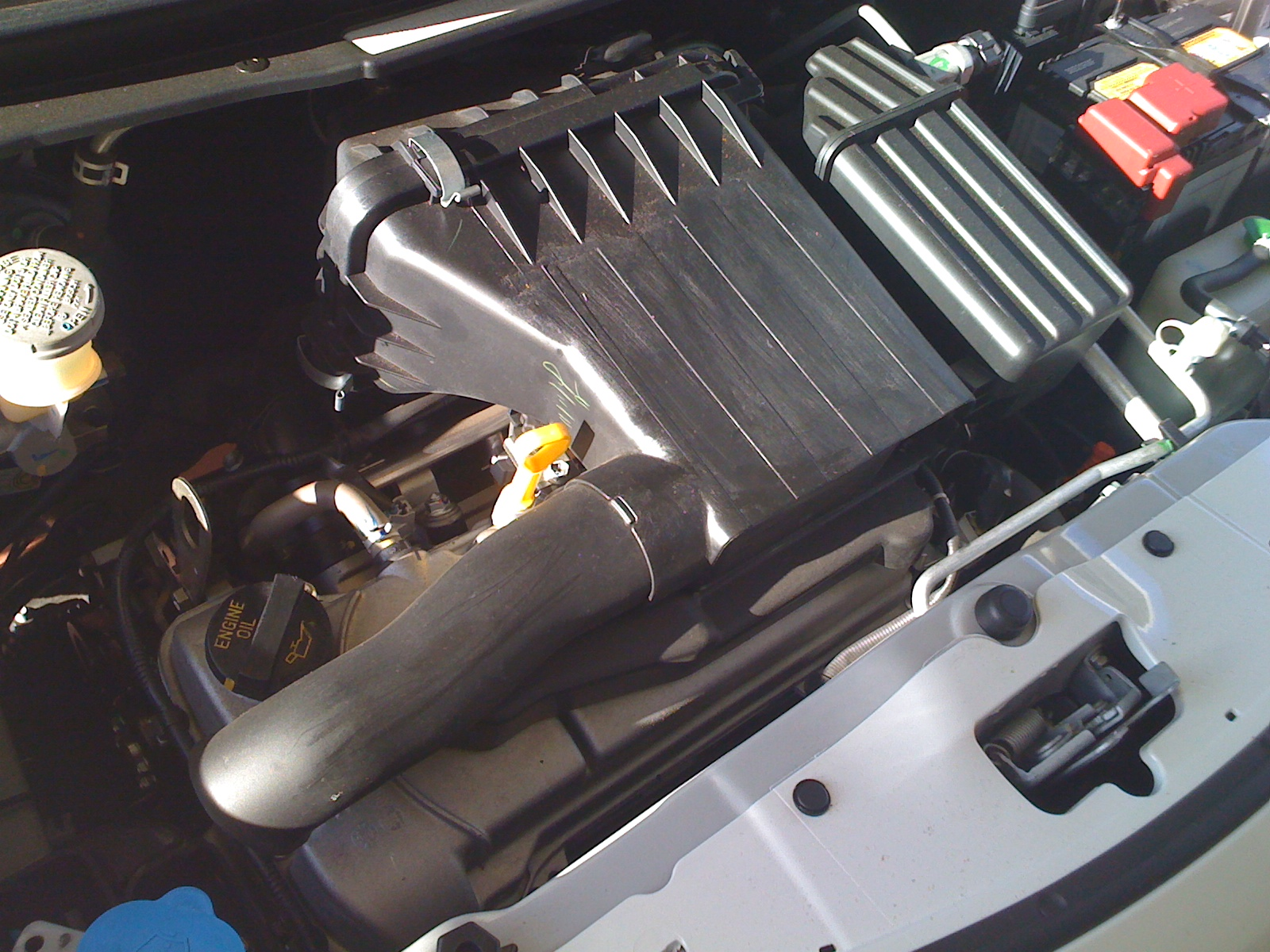
Suzuki K10B

El motor de tres cilindros en línea, cuatro tiempos, más pequeño fue el Suzuki F5A, con 543 cc, que se utilizó por primera vez en el Suzuki Alto/Fronte (1979). En 1967 el Suzuki Fronte tenía unos 256 cc con el motor 3 cilindros de 2 tiempos. Smart sigue produciendo motores diésel tricilíndricos de 799 cc. La mayoría de motores tricilíndricos suelen tener una capacidad inferior a 1 200 cc. Aunque existió un motor con 1 779 cc diésel de tres cilindros en línea, producido por VM Motori para el Alfa Romeo 33 1.8 TD (1984), el más grande que se ha producido para automóviles. También se crean motores tricilíndricos para camiones y tractores de granja.
Las versiones básicas del Suzuki Cultus (y versiones relacionadas) llevó un motor tricilíndrico de 993 cc, con inyección monopunto. El mismo motor era también utilizado en el Suzuki Wagon R+, con inyección multipunto. Esto se sustituyó en 2003, con un motor Opel de 998 cc, y cuatro válvulas por cilindro y colectores de geometría variable, también utilizado en el Opel Agila y la tercera generación de Opel Corsa y más tarde en el Suzuki Splash y la quinta generación de Opel Corsa. Los modelos Opel anteriormente usaban un motor de 973 cc, el cual se estrenó con la segunda generación de Opel Corsa.
El Grupo Volkswagen es conocido por usar motores gasolina y diésel tricilíndricos, en el Audi A2, Volkswagen Polo, Volkswagen Up!, Volkswagen Fox, Volkswagen Lupo, SEAT Ibiza, Seat Córdoba, SEAT Mii, Škoda Citigo  y Škoda Fabia. Esta gama de motores engloba desde el motor gasolina de 1.2 litros, con cuatro válvulas por cilindro, que desarrolla entre 63 y 87 CV, al 1.4 TDI, entre 68 y 89 CV con turbo y geometría variable. El motor más innovador de tres cilindros del Grupo Volkswagen fue el 1.2 TDI (1998), fue uno de los primeros motores diésel hechos en aluminio, además era el más ligero y económico en producción. Se montó en Audi A2 y Volkswagen Lupo. Otro motor de tres cilindros es el 1.2  TDI lanzado con la quinta generación de Volkswagen Polo (2009), con common rail (a diferencia del anterior 1.2 TDI, que tenía inyectores unitarios).
Subaru usó un motor tricilíndrico en el Subaru Justy y la versión de exportación del Subaru Sambar, llamado Subaru Sumo, el cual tuvo su propio motor Subaru EF.
Mitsubishi he hecho uso extenso de los motores tricilíndricos, compartidos y utilizados por Smart ForTwo, desde 2004 en el Mitsubishi Colt y de 2012 en el Mitsubishi Mirage. También se usaba un motor diésel tricilíndrico para el Mitsubishi Colt y el Smart Forfour.

## Uso en motocicletas

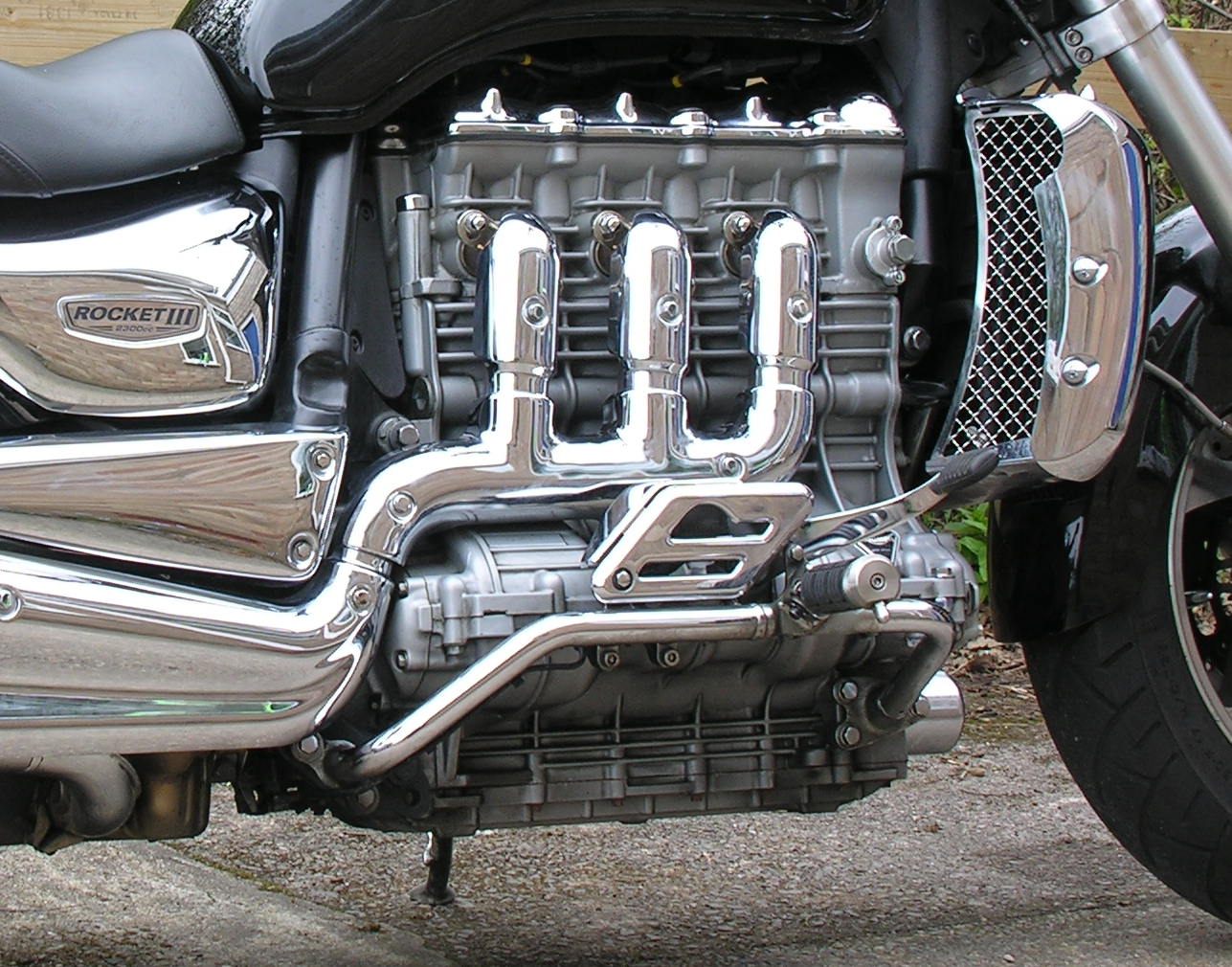
La Triumph Rocket III tiene un 2.3 L tricilíndrico.

En motocicletas, el motor en línea se considera ventajoso, ya que es más estrecho que el de 4 cilindros y produce menos vibraciones que un bicilíndrico.

### Cuatro tiempos
Se han producido motos con motores tricilíndricos de cuatro tiempos para carrera y carretera por Aprilia, Laverda, Triumph, Yamaha, BMW, Benelli, Petronas, MV Agusta y BSA.

### Dos tiempos

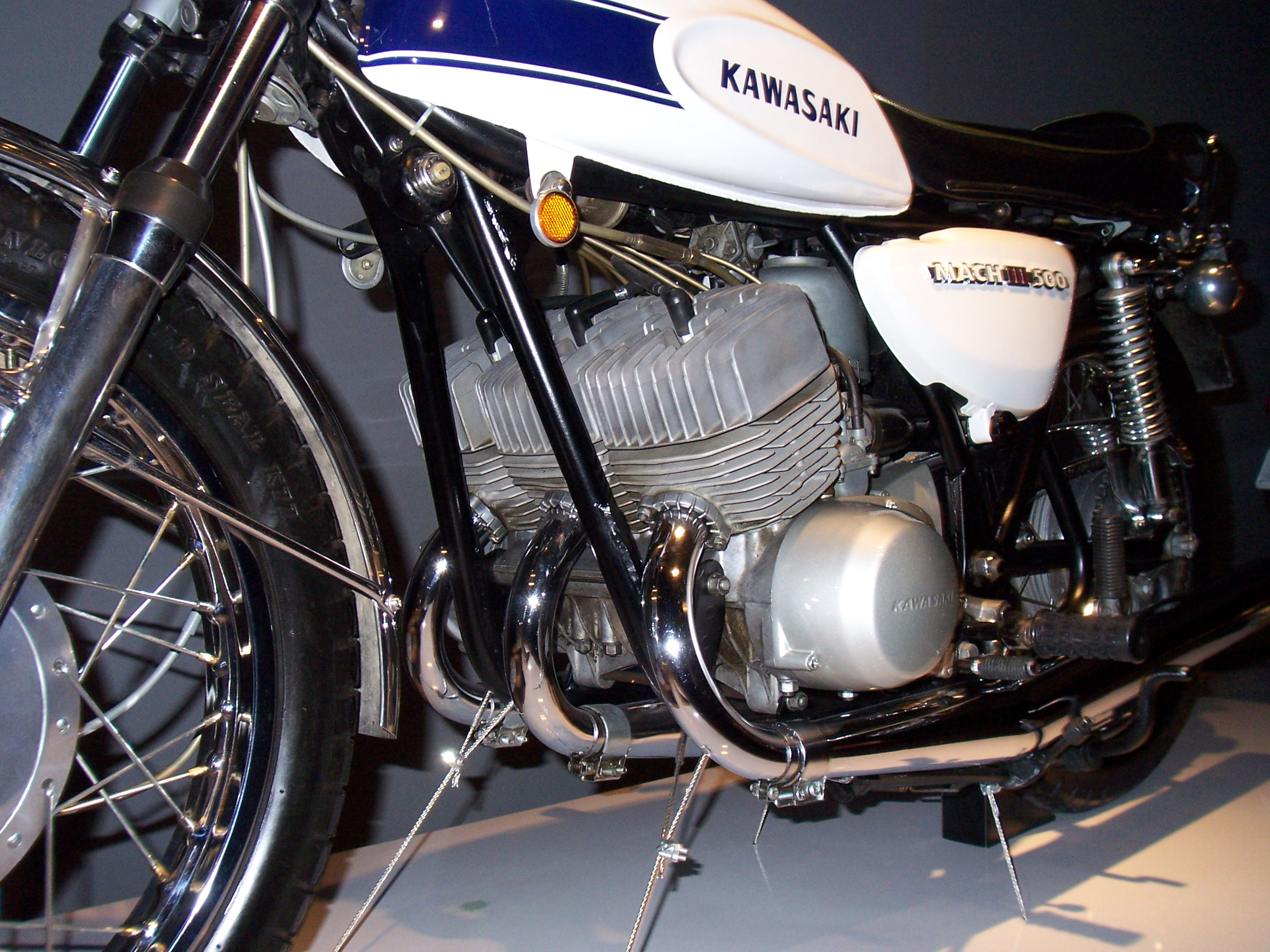
Kawasaki H1 Mach III

Entre 1972 y 1977, Suzuki hizo tres motos tricilíndricas de 2 tiempos, la GT380 y GT550 refrigeradas por aire y las GT750 y TR750.

## Usos ajenos a la automoción

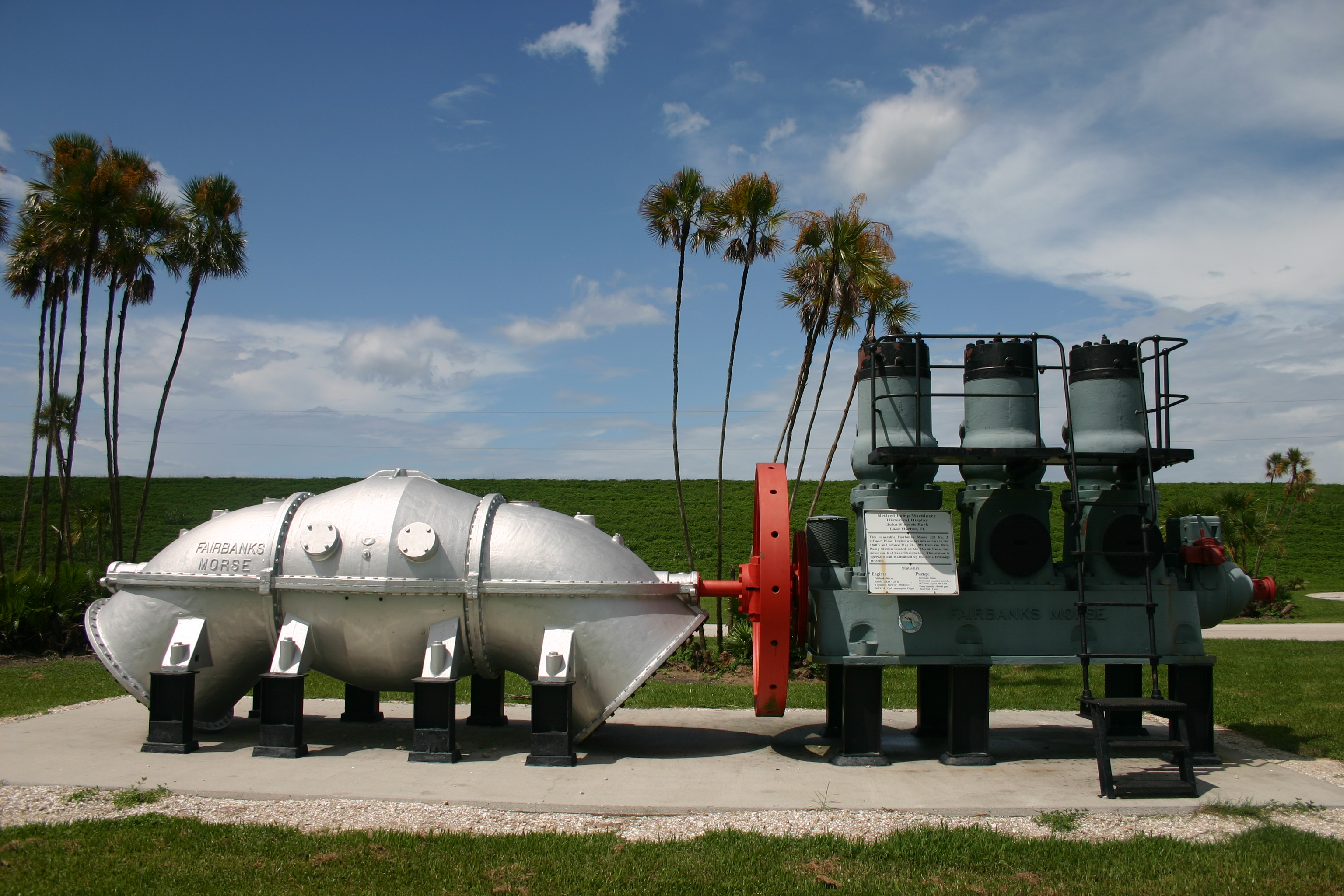
Bomba de gasoil de 3 cilindros.

El uso de motores tricilíndricos no está limitado a la automoción. También se pueden utilizar para aplicaciones industriales. Tanto en agricultura, con tractores, como en aviónica con ultraligeros refrigerados por agua.